# Jerusalem Lions 2022-2023
Questa voce raccoglie le informazioni riguardanti i Jerusalem Lions nelle competizioni ufficiali della stagione 2022-2023.

## Israel Football League 2022-2023

### Stagione regolare
| Bet Shemesh 21 gennaio 2023, ore 20:00 1ª giornata | Beit Shemesh Rebels | 16 – 40 | Jerusalem Lions |  |

| Mazkeret Batya 3 febbraio 2023, ore 9:00 3ª giornata | Mazkeret Batya Silverbacks | 0 – 42 | Jerusalem Lions |  |

| Petah Tiqwa 16 febbraio 2023, ore 20:00 5ª giornata | Petah Tikva Troopers | 16 – 52 | Jerusalem Lions | Stadio HaMoshava |

| Gerusalemme 23 febbraio 2023, ore 20:00 6ª giornata | Jerusalem Lions | 18 – 20 | Ramat HaSharon Hammers | Kraft Sports Campus |

| Yizre'el 3 marzo 2023, ore 10:00 7ª giornata | Carmel Dogs | 50 – 12 | Jerusalem Lions | Kibbutz Jezreel Rugby Field |

| 2023 9ª giornata | Jerusalem Lions | 50 – 0 (a tavolino) | Beer Sheva Spartans |  |

| Gerusalemme 30 marzo 2023, ore 19:30 11ª giornata | Jerusalem Lions | 12 – 22 | Tel Aviv Pioneers | Kraft Sports Campus |

| Gerusalemme 20 aprile 2023, ore 19:30 13ª giornata | Jerusalem Lions | 18 – 7 | Mazkeret Batya Silverbacks | Kraft Sports Campus |

### Playoff
| Ramat HaSharon 11 maggio 2023, ore 20:00 Semifinale | Ramat HaSharon Hammers | 54 – 12 | Jerusalem Lions |  |

### Statistiche di squadra
| Competizione      | %Vittorie | In casa | In casa | In casa | In casa | In casa | In casa | In trasferta | In trasferta | In trasferta | In trasferta | In trasferta | In trasferta | Totale | Totale | Totale | Totale | Totale | Totale |
| Competizione      | %Vittorie | G       | V       | N       | P       | Pf      | Ps      | G            | V            | N            | P            | Pf           | Ps           | G      | V      | N      | P      | Pf     | Ps     |
| ----------------- | --------- | ------- | ------- | ------- | ------- | ------- | ------- | ------------ | ------------ | ------------ | ------------ | ------------ | ------------ | ------ | ------ | ------ | ------ | ------ | ------ |
| Stagione regolare | .625      | 4       | 2       | 0       | 2       | 98      | 49      | 4            | 3            | 0            | 1            | 146          | 82           | 8      | 5      | 0      | 3      | 244    | 131    |
| Playoff           | .000      | 0       | 0       | 0       | 0       | 0       | 0       | 1            | 0            | 0            | 1            | 12           | 54           | 1      | 0      | 0      | 1      | 12     | 54     |
| Totale            | .556      | 4       | 2       | 0       | 2       | 98      | 49      | 5            | 3            | 0            | 2            | 158          | 136          | 9      | 5      | 0      | 4      | 256    | 185    |